# Adetus praeustus
Adetus praeustus là một loài bọ cánh cứng trong họ Cerambycidae.